# Kabinet-Hamilton-Gordon
Het kabinet-Hamilton-Gordon was de uitvoerende macht van de Britse overheid van 28 december 1852 tot 6 februari 1855.
| Ambtsbekleder                  | Ambtsbekleder           | Ambtsbekleder                                              | Functie                                        | Ambtstermijn     | Ambtstermijn     | Partij     |
| ------------------------------ | ----------------------- | ---------------------------------------------------------- | ---------------------------------------------- | ---------------- | ---------------- | ---------- |
|                                | George Hamilton-Gordon  | Graaf van Aberdeen George Hamilton- Gordon (1784–1860)     | Premier                                        | 28 december 1852 | 6 februari 1855  | Peelite    |
| Leader of the House of Lords   | George Hamilton-Gordon  | Graaf van Aberdeen George Hamilton- Gordon (1784–1860)     |                                                | 28 december 1852 | 6 februari 1855  | Peelite    |
|                                | William Ewart Gladstone | William Ewart Gladstone (1809–1898)                        | Minister van Financiën                         | 28 december 1852 | 5 maart 1855     | Peelite    |
|                                | John Russell            | Graaf Russell John Russell (1792–1878)                     | Minister van Buitenlandse Zaken                | 28 december 1852 | 20 februari 1853 | Whig Party |
|                                | George Villiers         | Graaf van Clarendon George Villiers (1800–1870)            | Minister van Buitenlandse Zaken                | 20 februari 1853 | 20 februari 1858 | Whig Party |
|                                | Henry John Temple       | Burggraaf Palmerston Henry John Temple (1784–1865)         | Minister van Binnenlandse Zaken                | 28 december 1852 | 6 februari 1855  | Whig Party |
|                                | Granville Leveson-Gower | Graaf Granville Granville Leveson-Gower (1815–1891)        | Lord President of the Council                  | 28 december 1852 | 12 juni 1854     | Whig Party |
|                                | John Russell            | Graaf Russell John Russell (1792–1878)                     | Lord President of the Council                  | 12 juni 1854     | 6 februari 1855  | Whig Party |
| Leader of the House of Commons | John Russell            | Graaf Russell John Russell (1792–1878)                     | 28 december 1852                               |                  | 6 februari 1855  | Whig Party |
|                                | George Campbell         | Hertog van Argyll George Campbell (1823–1900)              | Lord Privy Seal                                | 28 december 1852 | 10 december 1855 | Peelite    |
|                                | Robert Rolfe            | Baron Cranwort Robert Rolfe (1790–1868)                    | Lord Chancellor                                | 28 december 1852 | 20 februari 1858 | Whig Party |
|                                | Sidney Herbert          | Sidney Herbert (1810–1861)                                 | Minister voor Oorlog                           | 28 december 1852 | 6 februari 1855  | Peelite    |
|                                | James Graham            | Sir James Graham (1792–1861)                               | Minister voor de Marine                        | 28 december 1852 | 15 maart 1855    | Peelite    |
|                                | Edward Cardwell         | Edward Cardwell (1813–1886)                                | Minister van Handel                            | 28 december 1852 | 30 december 1855 | Peelite    |
|                                | Henry Pelham-Clinton    | Hertog van Newcastle Henry Pelham- Clinton (1811–1864)     | Minister voor Koloniale Zaken en Oorlogvoering | 28 december 1852 | 12 juni 1854     | Peelite    |
|                                | George Grey             | Sir George Grey (1799–1882)                                | Minister voor Koloniale Zaken                  | 12 juni 1854     | 6 februari 1855  | Whig Party |
|                                | Charles Wood            | Sir Charles Wood (1800–1885)                               | Minister voor Brits-Indië                      | 28 december 1852 | 15 maart 1855    | Whig Party |
|                                | William Molesworth      | Sir William Molesworth (1810–1855)                         | Minister van Openbare Werken                   | 28 december 1852 | 6 februari 1855  | Whig Party |
|                                | Charles Wood            | Edward Strutt (1801–1880)                                  | Kanselier van het Hertogdom Lancaster          | 28 december 1852 | 12 juni 1854     | Whig Party |
|                                | Granville Leveson-Gower | Graaf Granville Granville Leveson-Gower (1815–1891)        | Kanselier van het Hertogdom Lancaster          | 12 juni 1854     | 6 februari 1855  | Whig Party |
|                                | Charles Canning         | Graaf Canning Charles Canning (1812–1862)                  | Minister van Posterijen                        | 28 december 1852 | 10 december 1855 | Peelite    |
|                                | Henry Petty-Fitzmaurice | Markies van Lansdowne Henry Petty- Fitzmaurice (1780–1863) | Minister zonder portefeuille                   | 28 december 1852 | 20 februari 1858 | Whig Party |
|                                | John Russell            | Graaf Russell John Russell (1792–1878)                     | Minister zonder portefeuille                   | 20 februari 1853 | 12 juni 1854     | Whig Party |

Russell I ·
Smith-Stanley I ·
Hamilton-Gordon ·
Temple I ·
Smith-Stanley II ·
Temple II ·
Russell II ·
Smith-Stanley III ·
Disraeli I ·
Gladstone I ·
Disraeli II ·
Gladstone II ·
Gascoyne-Cecil I ·
Gladstone III ·
Gascoyne-Cecil II ·
Gladstone IV ·
Primrose ·
Gascoyne-Cecil III ·
Gascoyne-Cecil IV ·
Balfour ·
Campbell-Bannerman ·
Asquith I ·
Asquith II ·
Asquith III ·
Asquith IV ·
Lloyd George I ·
Lloyd George II ·
Law ·
Baldwin I ·
MacDonald I ·
Baldwin II ·
MacDonald II ·
MacDonald III ·
MacDonald IV ·
Baldwin III ·
Chamberlain I ·
Chamberlain II ·
Churchill I ·
Churchill II ·
Attlee I ·
Attlee II ·
Churchill III ·
Eden ·
Macmillan I ·
Macmillan II ·
Douglas-Home ·
Wilson I ·
Wilson II ·
Heath ·
Wilson III ·
Callaghan ·
Thatcher I ·
Thatcher II ·
Thatcher III ·
Major I ·
Major II ·
Blair I ·
Blair II ·
Blair III ·
Brown ·
Cameron I ·
Cameron II ·
May I ·
May II ·
Johnson I ·
Johnson II ·
Truss ·
Sunak ·
Starmer